# Далекосхідна область
Далекосхідна область (рос. Дальневосточная область) — адміністративно-територіальна одиниця РРФСР, що існувала 15 листопада 1922 — 4 січня 1926 року.
Адміністративний центр — місто Чита.

## Історія
15 листопада 1922 року самоскасована Далекосхідна республіка (ДСР) увійшла до складу РРФСР як Далекосхідна область.
В області були утворені губернії, перейменовані з відповідних областей ДСР: Забайкальська, Прибайкальська, Амурська, Приамурська, Приморська і Камчатська. Бурят-Монгольська автономна область зберегла свій статус.
У травні 1923 року Бурят-Монгольська автономна область була виведена зі складу Далекосхідної області і шляхом об'єднання з Монголо-Бурятською автономною областю 30 травня 1923 утворена Бурят-Монгольська АРСР.
У жовтні 1923 року скасовані Приамурська і Прибайкальські губернії; територія Приамурської губернії передана Приморській губернії, територія Прибайкальської — розділена між Забайкальською губернією (менша частина) і Бурят-Монгольською АРСР (велика частина).
4 січня 1926 років чотири губернії Далекосхідної області утворили Далекосхідний край.